# Presence
Presence är ett musikalbum av Led Zeppelin, släppt 31 mars 1976. Albumet spelades in i Musicland Studios i München med Robert Plant i rullstol. Plant hade nämligen råkat ut för en bilolycka på Rhodos en tid innan inspelningarna började. Man var tvungen att spela in skivan på kort tid eftersom man bokat studion bara veckor innan Rolling Stones skulle påbörja inspelningar av sin skiva Black and Blue där. Skivan har ansetts få en "direkt" och grundlig ljudbild på grund av den korta inspelningstiden. Skivan är kanske den mest förbisedda i gruppens diskografi.
Hipgnosis designade albumets omslag. Omslaget består av ett antal 1950-talsinspirerade bilder där människor interagerar med ett svart obelisk-format objekt. Det var ett utvikskonvolut, och förutom bandnamn och skivtitel, "gömd" mot vit bakgrund med relieftext fanns ingen ytterligare information om skivan på omslaget.

## Låtlista
Alla låtar skrivna av Page/Plant där inget annat anges.
1. "Achilles Last Stand" - 10:25
2. "For Your Life" - 6:24
3. "Royal Orleans" (Bonham/Jones/Page/Plant) - 2:59
4. "Nobody's Fault But Mine" - 6:16
5. "Candy Store Rock" - 4:11
6. "Hots on for Nowhere" - 4:44
7. "Tea for One" - 9:27

## Medverkande
- Jimmy Page - Elektrisk gitarr och akustisk gitarr samt producent
- Robert Plant - Sång och munspel
- John Paul Jones - Elbas
- John Bonham - Trummor och slagverk

## Listplaceringar
| Lista (1976)   | Position            |
| -------------- | ------------------- |
| Danmark        | 13 (DR "Top 20")    |
| Finland        | 6                   |
| Frankrike      | 5                   |
| Kanada         | 16 (RPM)            |
| Nederländerna  | 5                   |
| Norge          | 4 (VG-lista)        |
| Nya Zeeland    | 8                   |
| Storbritannien | 1 (UK Albums Chart) |
| Sverige        | 8 (Topplistan)      |
| USA            | 1 (Billboard 200)   |
| Västtyskland   | 6                   |